# الحجاج (العطف)
الحجاج هي إحدى مشيخات المملكة المغربية، تتبع جغرافيا لإقليم تاوريرت وإداريًا لالعطف. يقدر عدد سكانها بـ 5411 نسمة حسب الإحصاء الرسمي للسكان والسكنى لسنة 2004.